# ألبرت نيسر
ألبرت نيسر (بالإنجليزية: Albert Neisser)‏ واسمه الكامل هو ألبرت لودفيغ سيغسموند نيسر، هو طبيب، عالم جراثيم وأمراض جلدية يهودي-ألماني من مواليد 22 يناير 1855 في مدينة شويدنيتز. اشتهر ألبرت نيسر باكتشافه للعامل المسبب لمرض السيلان، متمثلا في سلالة بكتيرية تسمى النيسرية البنية، التي سميت على اسمه تكريما له.

## السيرة الذاتية
والده موريتز نيسر (1896-1820)، كان طبيبا مشهورا في منطقة سيليزيا الواقعة بمدينة شويدنيتز. بعد دراسته في نويستيربيرغ، حضر ألبرت نيسر مدرسة «ماريا ماغدالينن-غيمناسيوم» في بريسلاو التي تعد واحدة من أقدم المدارس في العالم الناطق بالألمانية، أين تحصل على البكالوريا، في نفس الوقت مع رفيقه باول إرليخ في سنة 1872. في نفس السنة، بدأ نيسر دراساته الطبية في جامعة بريسلاو ليكملها فيما بعد في إرلنغن. حيث حصل في سنة 1877 على دبلوم الدولة في الطب. اشتغل نيسر بعد ذلك كطبيب مساعد في عيادة بريسلاو الجلدية التي تأسست حديثا رفقة أوسكار سيمون الطبيب والمحاضر في الأمراض الجلدية والزهري في برلين.
بحلول سنة 1879 توصل نيسر إلى  اكتشاف المكورات البنية، البكتيريا التي تسبب مرض السيلان، والتي سميت فيما بعد على اسمه (النيسرية) تكريما له. خلال السنوات التالية قام نيسر بجولة دراسية إلى النرويج، تمكن خلالها من التواصل مع اختصاصي الجذام جيرهارد أرماور هانسن. حيث تمكن انطلاقا من العينات التي قدمها هذا الأخير من تلوين عصية الجذام. في سياق متصل، تمثلت مجالاته المفضلة الأخرى في أمراض الذئبة الحمامية والزهري.
بحلول سنة 1882 جرى تعيين ألبرت نيسر في منصب أستاذ استثنائي لإدارة العيادة الجلدية الجديدة في بريسلاو، هذه الأخيرة التي ستصبح فيما بعد مركزا لبحوث الأمراض الجلدية والأمراض التناسلية ذي شهرة عالمية. وفي سنة 1907 تم تعيينه كأستاذ. قام نيسر بتأسيس الجمعية الألمانية للأمراض الجلدية (Deutsche Dermatologische
Gesellschaft) 
في سنة 1888،  والجمعية الألمانيا لمكافحة الأمراض المنقولة جنسيا (Deutsche Gesellschaft zur Bekämpfung der Geschlechtskrankheiten) في سنة 1902، ليساهم بذلك في تدريب عدد كبير من أطباء الأمراض الجلدية.
نشر نيسر في سنة 1898 نتائج تجارب سريرية كان قد أجراها على اللقاح المضاد لمرض الزهري. لكنه سرعان ما واجه في سنة 1900 جملة من الإجراءات التأديبية كنتيجة لتعمده تلقيح مومسات بمرض الزهري دون موافقتهن أثناء اجرائه لهذه التجارب. الشئ الذي أدى ببروسيا فيما بعد إلى إصدار أول قوانين في التاريخ تؤطر إجراء التجارب على البشر.
في سنة 1914، كان واحدا من الموقعين على بيان ال93 (Manifesto of the Ninety-Three) الذي وقعه 93 من العلماء والفنانين الألمان البارزين بمن فيهم نيسر لدعم الإمبراطورية الألمانية في بداية الحرب العالمية الأولى.

### جامع للفن وراعي له
عرف ألبرت نيسر رفقة زوجته توني بعشقهما للفن، فكانا من هوات جمع القطع الفنية. شغفهم هذا دفع بهم إلى تحويل منزلهم الغني بالأعمال الفنية إلى مركز ثقافي لمدينة بريسلاو. كان من بين أصدقاء العائلة المترددين على منزله كلا من المهندس المعماري هانز بولزيغ، النحات ثيودور فان غوسن، الملحنين غوستاف مالر وريتشارد شتراوس، الكاتب غرهارت هاوبتمان (الحائز في سنة 1912 على جائزة نوبل في الأدب) بالإضافة إلى قائد الأوركسترا يوجين سبيرو.
شملت المجموعة الفنية المعروضة لوحات رسامين أوروبيين بارزين، على غرار جيوفاني سيغانتيني، أرنولد بوكلين، أوزوالد أشنباخ وهانز ثوما بالإضافة إلى أعمال فنية من توقيع كونستانتين إميل ميونير، فرانز ستاك، إغناتيوس تاشنر وآخرين.

## الوفاة
توفي ألبرت نيسر في 30 يوليو 1916 في بريسلاو عن عمر ناهز 61 عاما نتيجة لإصابته بمرض الإنتان. بعد وفاته جرى حرق جثته كما هو الشأن بالنسبة لزوجته وتم نثر الرماد في حديقة الفيلا الخاصة بهم.
ترجمت أعماله الطبية إلى الفرنسية على يد طبيب الأمراض الجلدية الفرنسي بيير أدولف أدريان دويون العضو في الأكاديمية الوطنية الفرنسية للطب.

## روابط خارجية
- ألبرت نيسر على موقع الموسوعة البريطانية (الإنجليزية)

- ألبرت نيسر-من سمى هذا؟ (بالإنجليزية)